# Medalha Buchanan
A Medalha Buchanan é uma medalha de prata entregue bianualmente pela Real Sociedade de Londres, desde 1897, em reconhecimento de “contribuições extraordinárias no campo das ciências médicas em geral”. A medalha é acompanhada por um prémio monetário de mil libras.
O prémio foi instituído em homenagem a George Buchanan (1831-1895), médico-chefe do Reino Unido, dois anos depois da sua morte.
O mais recente laureado (2008), Prof. Christopher Marshall, pelo seu estudo dos processos de desenvolvimento dos cancros e suas formas de tratamento, referiu-se a Buchanan como “um pioneiro da investigação médica no University College London”.
| Ano  | Laureado                 | Citação | Referência |
| ---- | ------------------------ | --- | ---------- |
| 1897 | John Simon               | "por seus distintos serviços como organizador da administração médico-sanitária neste país, e como promotor da investigação científica relacionada com a saúde pública" | [ 2 ]      |
| 1902 | Sydney Copeman           | | [ 3 ]      |
| 1907 | William Henry Power      | "por seus serviços para a ciência sanitária" | —          |
| 1912 | William Craw             | | —          |
| 1917 | Almroth Wright           | | [ 4 ]      |
| 1922 | David Bruce              | | [ 5 ]      |
| 1927 | Major Greenwood          | | [ 6 ]      |
| 1932 | Thorvald Madsen          | | —          |
| 1937 | Frederick Fuller Russell | | —          |
| 1942 | Wilson Jameson           | | [ 7 ]      |
| 1947 | Edward Mellanby          | | [ 8 ]      |
| 1952 | Rickard Christophers     | | [ 9 ]      |
| 1957 | Neil Hamilton Fairley    | | [ 10 ]     |
| 1962 | Landsborough Thomson     | | [ 11 ]     |
| 1967 | Graham Wilson            | | [ 12 ]     |
| 1972 | Richard Doll             | | [ 13 ]     |
| 1977 | David Evans              | | [ 14 ]     |
| 1982 | Frederick Warner         | | [ 15 ]     |
| 1987 | Gyorgy Karoly Radda      | | —          |
| 1990 | Cyril Clarke             | | [ 16 ]     |
| 1992 | Denis Parsons Burkitt    | | [ 17 ]     |
| 1994 | Não houve premiação      | — | [ 18 ]     |
| 1996 | N.H. Ashton              | | [ 19 ]     |
| 1998 | Barry James Marshall     | | [ 20 ]     |
| 2000 | William Stanley Peart    | | —          |
| 2002 | Michael Waterfield       | | —          |
| 2004 | David Philip Lane        | | —          |
| 2006 | Iain MacIntyre           | | [ 21 ]     |
| 2008 | Christopher Marshall     | | [ 22 ]     |
| 2010 | Peter Cresswell          | | [ 23 ]     |
| 2011 | Stephen Jackson          | | [ 24 ]     |
| 2013 | Douglas Higgs            | | [ 24 ]     |
| 2015 | Irwin McLean             | | [ 24 ]     |